# Jan Blažej Santini-Aichel
Jan Blažej Santini-Aichel (německy Johann Blasius Santini-Aichel, italsky Giovanni Santini, 3. února 1677 Praha – 7. prosince 1723 Praha) byl český barokní architekt italského původu, který se proslavil svým jedinečným stylem nazývaným barokní gotika.

## Život

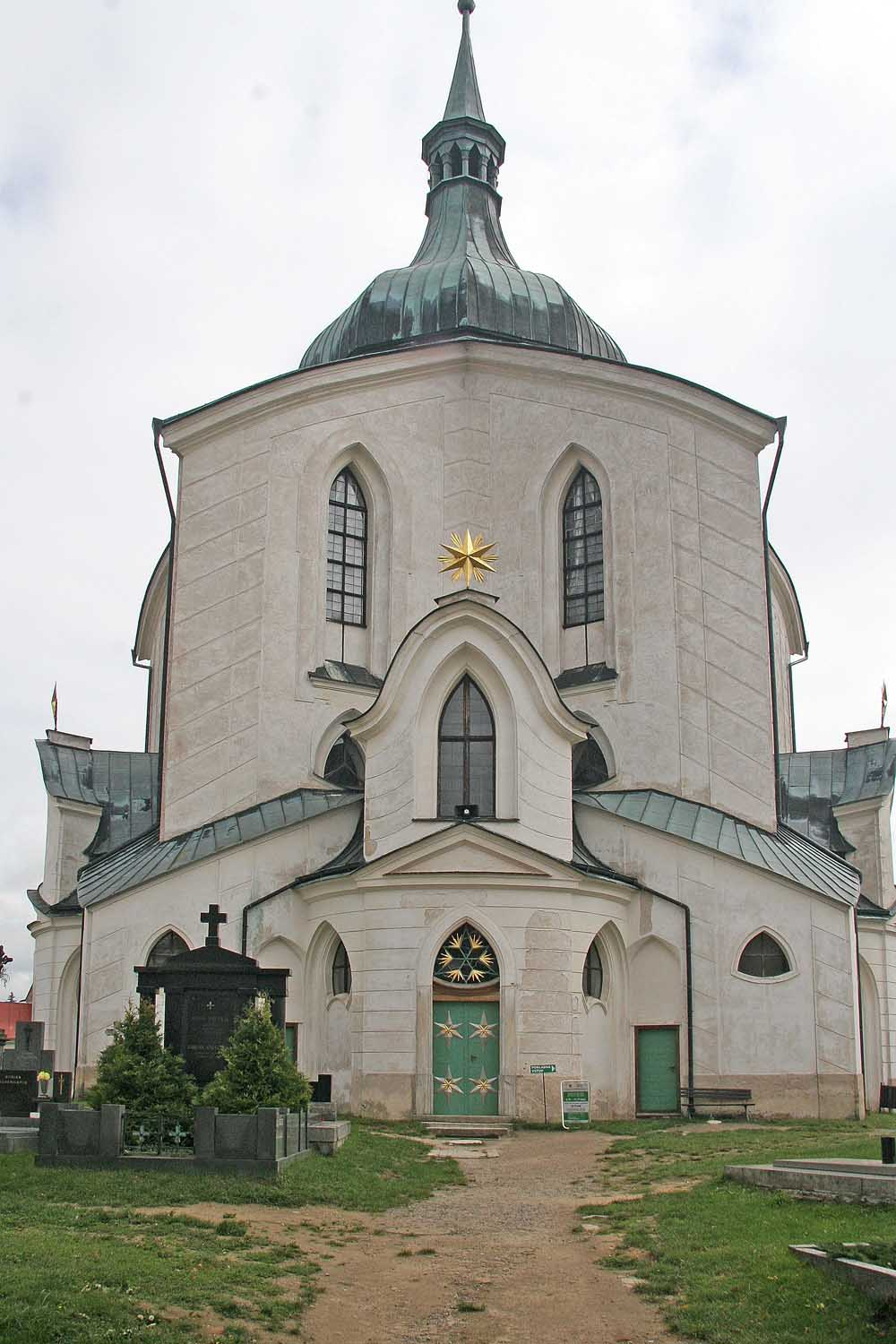
Poutní kostel na Zelené hoře (památka UNESCO)

Narodil se 3. února 1677, na den sv. Blažeje jako nejstarší syn do vážené rodiny pražského kameníka italského původu, Santina Aichela a druhého dne byl pokřtěn v chrámu sv. Víta jako Jan Blažej Aichl. Maminka pocházela z Plzně a byla to pravděpodobně Češka. Kamenická rodina Aichelů se do Čech přistěhovala kolem roku 1650 z Cadempina v dnešním kantonu Ticino ve Švýcarsku. Narodil se s tělesnou vadou – byl na část těla ochrnutý a chromý, což mu bránilo úspěšně pokračovat v otcově kariéře a převzít po něm kamenickou dílnu. Kamenictví se přesto vyučil (stejně jako bratr František), ale studoval také malířství, pravděpodobně u Kristiána Schrödera. Po vyučení se okolo roku 1696 vydal sbírat zkušenosti obvyklou vandrovní cestou. Do roku 1699 prošel Rakousko a v Itálii dorazil až do Říma, kde měl možnost se seznámit s díly ticinského, v Římě působícího Francesca Borrominiho, radikálního architekta považovaného římskými konzervativními současníky za „blázna“. V Itálii pravděpodobně získal kvalifikaci architekta a také přebral do svého jména otcovo jméno Santini, stejně tak učinil i bratr František.
V roce 1700 už Santini samostatně realizoval stavby, projektoval a měl z těchto činností příjmy. V té době není doloženo, že byl členem některého ze stavitelských cechů a vlastnil stavební firmu. Byl pouze projektantem, dohlížejícím na provádění vlastních staveb. V činnosti navazoval na architekta J. B. Matheye, po jehož smrti některé projekty přebral a dokončil, přebral i Matheyův okruh stavebníků a částečně navázal i na jeho styl. Jeho prvním významnějším stavebníkem byl zbraslavský cisterciácký opat Wolfgang II. Lochner, který jej neváhal doporučit dalším opatům. Začátkem roku 1703 úspěšně nahrazuje zkušeného architekta Pavla Ignáce Bayera při přestavbě klášterního kostela Nanebevzetí Panny Marie a svatého Jana Křtitele v Sedlci u Kutné Hory. Téhož roku začíná pracovat na dostavbě kostela Panny Marie Božské Prozřetelnosti pro pražské malostranské theatiny, kde zdařile navázal na projekty Guarino Guariniho a Jana Batisty Matheye. V roce 1704 se podílí na přestavbě kapitulního děkanství na Pražském hradě. Již příštího roku dokončuje přestavbu, dnes již nezachovaného, staroměstského paláce pro Jana Rudolfa hraběte z Lissau, který se též zasloužil o mnohá doporučení jeho práce. To vše dokládá, že již od začátku svého působení Santini pracuje pro významnou klientelu, získává velké, náročné zakázky a u zákazníků je velmi uznávaný, vážený a obdivovaný. Santinimu se dařilo a v roce 1705 koupil Valkounský dům (čp. 211) v Nerudově ulici za 3000 zlatých v hotovosti. O dva roky později koupil i sousední dům U zlaté číše (čp. 212) a oba domy spojil.
Po Schröderově smrti si Santini roku 1707 vzal za ženu jeho dceru Veroniku Alžbětu. S Veronikou měl čtyři děti, ale všichni tři synové – Jan Norbert Lukáš (* 1707), Josef Rudolf Felix Řehoř (* 1708) a František Ignác (* 1710) – zemřeli na souchotiny ještě jako děti a zbyla jen dcera Anna Veronika (* 1713).
Když v roce 1720 zemřela jeho manželka Veronika, oženil se s jihočeskou šlechtičnou Antonií Ignatií Chřepickou z Modliškovic, čímž si zajistil nejen úzké rodinné vazby na českou nižší šlechtu, ale prostřednictvím vlivných švagrů i na vyšší církevní hodnostáře. S ní měl v roce 1721 dceru Janu Ludmilu a v roce své smrti syna Jana Ignáce Rocha. Kmotry všech Santiniho dětí se stali Santiniho mecenáši z řad vysoké šlechty, např. hrabě Jan Arnošt Antonín Šafgoč.
Jan Blažej Santini zemřel po delší nemoci 7. prosince 1723 v Praze a byl pochován dle posledního přání na dnes již zrušeném hřbitově u bývalého kostela svatého Jana Křtitele v Oboře v dnešní Šporkově ulici.

## Dílo

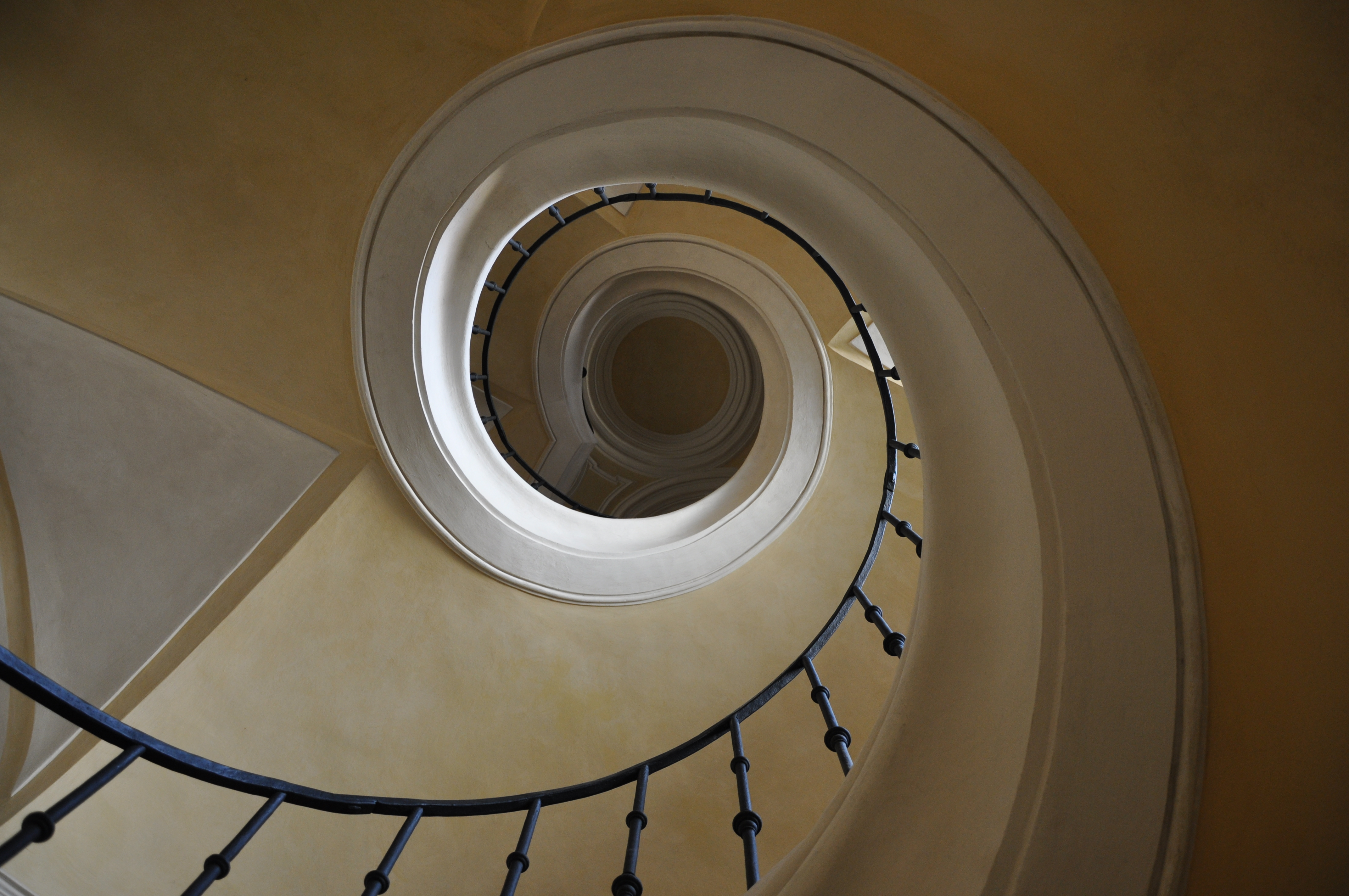
Schodiště v Sedlci.

Dílo Jana Blažeje Santiniho-Aichela je předmětem rostoucího zájmu. Vedle odborníků, historiků umění a architektury vyhledává jeho stavby i široká veřejnost . Upoutávají pozoruhodným charakterem vnějších tvarů i zvláštností využití vnitřních prostorů pro světelné vyjádření a akustiku. Prezentuje i mnohá odvážná technická řešení. Jeho originální propracované architektonické návrhy představují velké klášterní komplexy, chrámy, kostely, kaple, velké i malé palácové stavby. Jeho dílo pomáhá mnohým pochopit rozpor českého baroka, kdy údajná doba „temna“ je vlastně dobou skutečného, hmatatelného rozkvětu českého stavitelství, řemesla a umění. Monografie o J. B. Santinim uvádí celkem 80 architektonických děl, u nichž se jeho autorství považuje za nesporné, tj. díla archivně doložená, případně díla, jejichž připsání je obecně přijímáno. Podle stejného pramene je u dalších 116 děl autorství sporné nebo vyloučené.
Na počátku Santiniho úspěchů byl vstup do služeb zbraslavského cisterciáckého kláštera, kde mu opat Wolfgang Lochner svěřil náročný úkol. Na místě zničených rozsáhlých gotických objektů projekčně navrhnout novostavbu konventu a konventního kostela. Jím vytvořená koncepce architektury v jeho projekčních záměrech již vykazuje smělost a silné vyjádření kulturních představ. Sedlecký opat Jindřich Snopek mu poté zadal náročnou opravu a úpravu starobylého gotického konventního kostela. Zde se již naplno projevila Santiniho pohotová nápaditost, jeho šíře záběru a obsáhlost znalostí praktického stavitelství. Pro cisterciácký klášter ve Žďáru nad Sázavou Santini projektoval budovu prelatury, úpravy v klášterním kostele, další stavby a zejména nedaleký poutní kostel sv. Jana Nepomuckého na blízké Zelené hoře. Tato památka byla v roce 1994 začleněna do souboru světového kulturního dědictví UNESCO.
Geniální umělec Jan Blažej Santini Aichel ve svých projektech předložil prostřednictvím hlubokých znalosti matematiky, geometrie, numerologie a zanícenosti pro oživovanou katolickou věrouku, užitím židovské kabaly a křesťanské mystiky silné smyslové i duchovní naplnění prožitků. Za 23 let projektantského působení navrhl téměř stovku sakrálních, palácových i hospodářských staveb. Pracoval pro četné významné i feudální hodnostáře. Prokázal vytříbený cit pro začlenění staveb do krajiny. Vytvářel a dotvářel prostory s vynikající akustikou a mimořádnou světelnou charakteristikou. V Česku byly na jeho počest založeny webové stránky obdivovatelů jeho tvorby. V roce 2023 mu byla věnována mezinárodní konference v Římě u příležitosti třístého výročí jeho úmrtí. Konference se konala v Palazzo Carpegna, na jehož projektování se podílel Francesco Borromini, Santiniho velký vzor.

## Fotogalerie

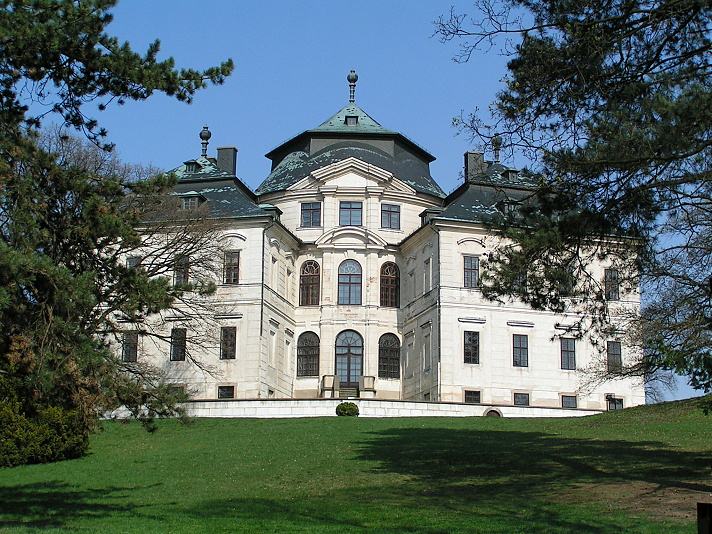
Zámek Karlova Koruna
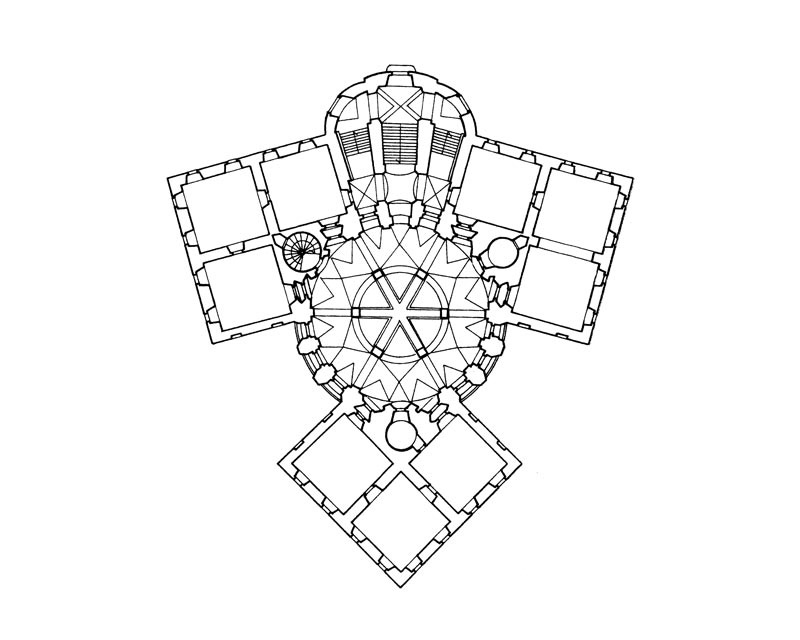
Plán zámku Karlova Koruna
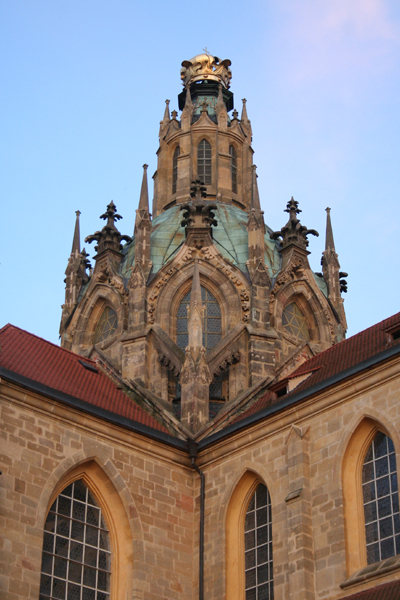
Kupole klášterního kostela v Kladrubech
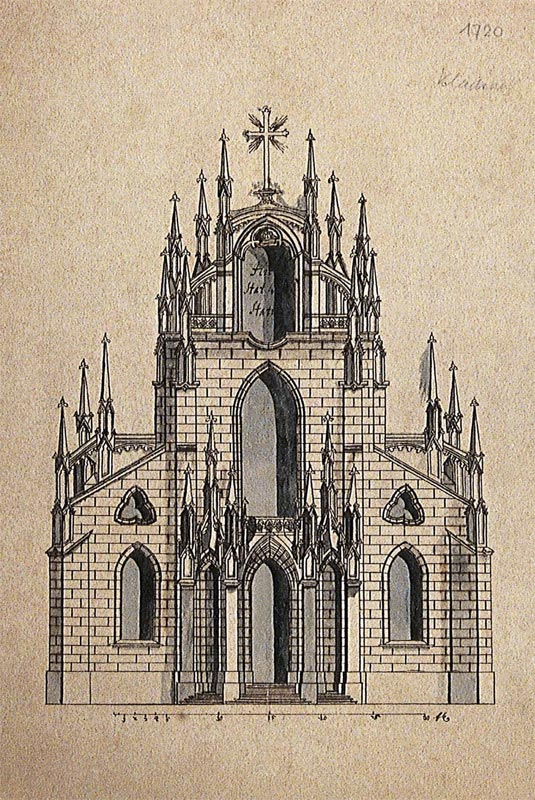
Kladruby – gotické průčelí
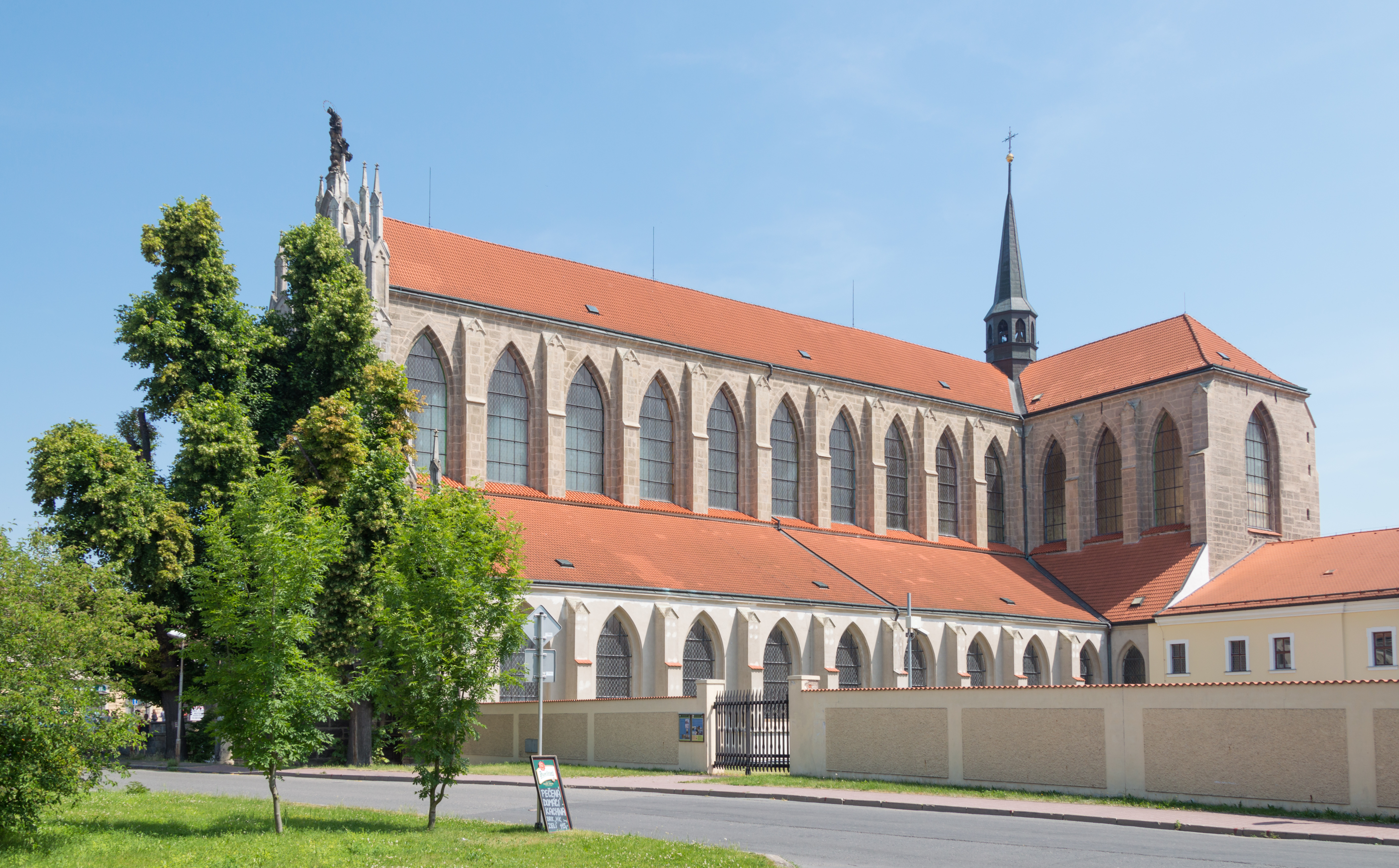
Kostel Nanebevzetí Panny Marie a svatého Jana Křtitele v Sedlci u Kutné Hory (památka UNESCO)
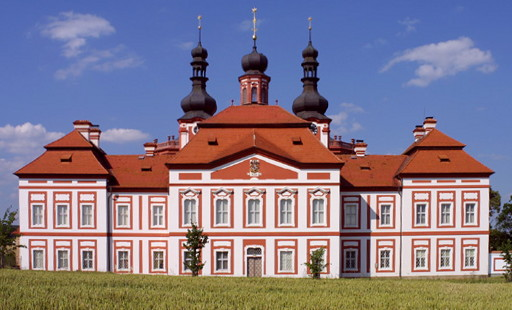
Mariánská Týnice
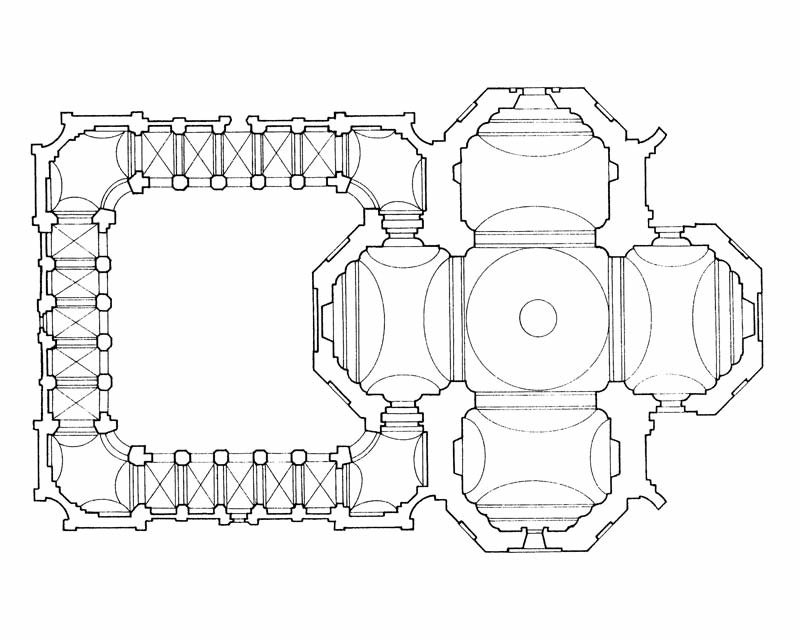
Poutní kostel Zvěstování Panny Marie, plán, Mariánská Týnice
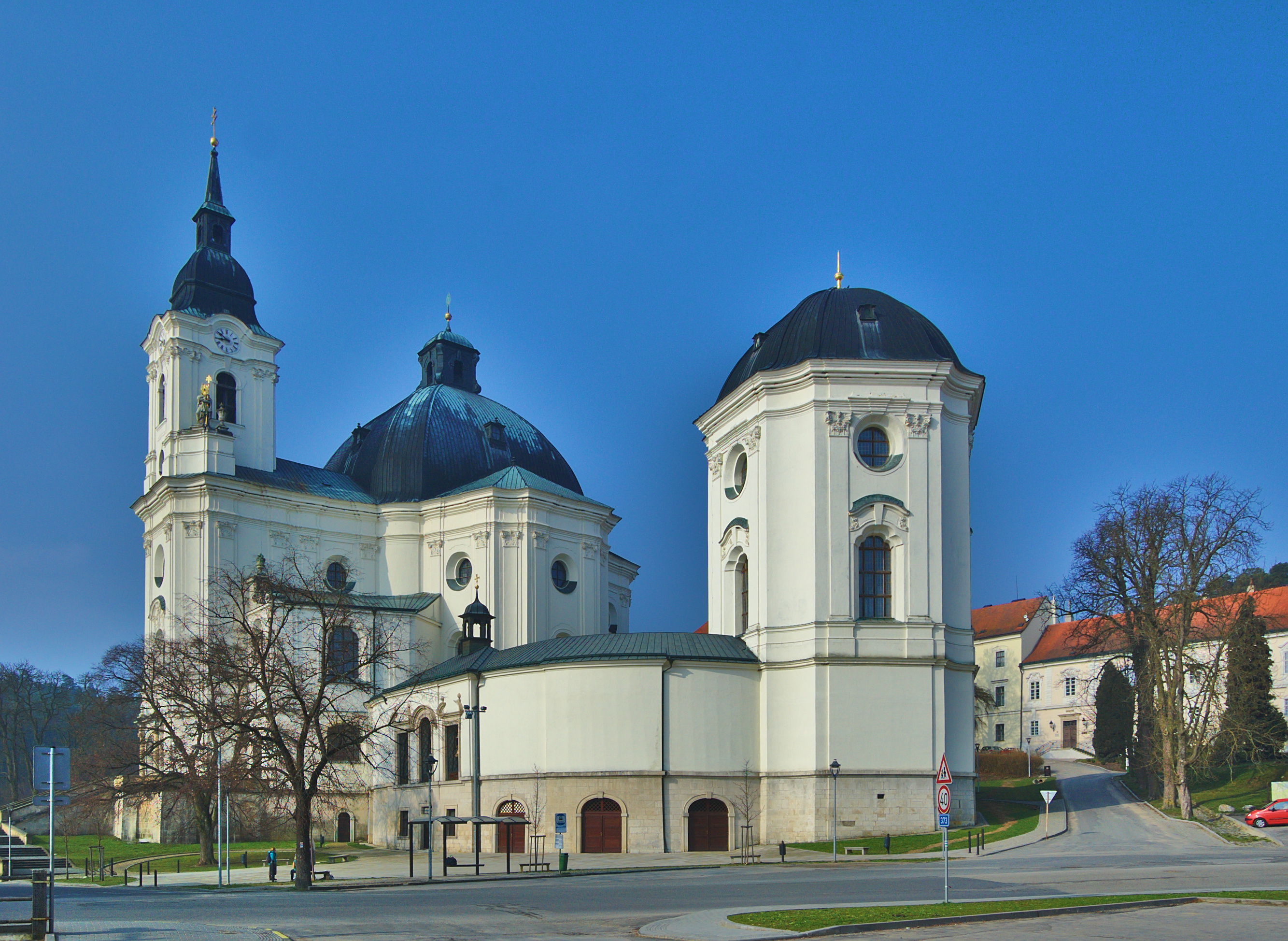
Chrám Jména Panny Marie ve Křtinách
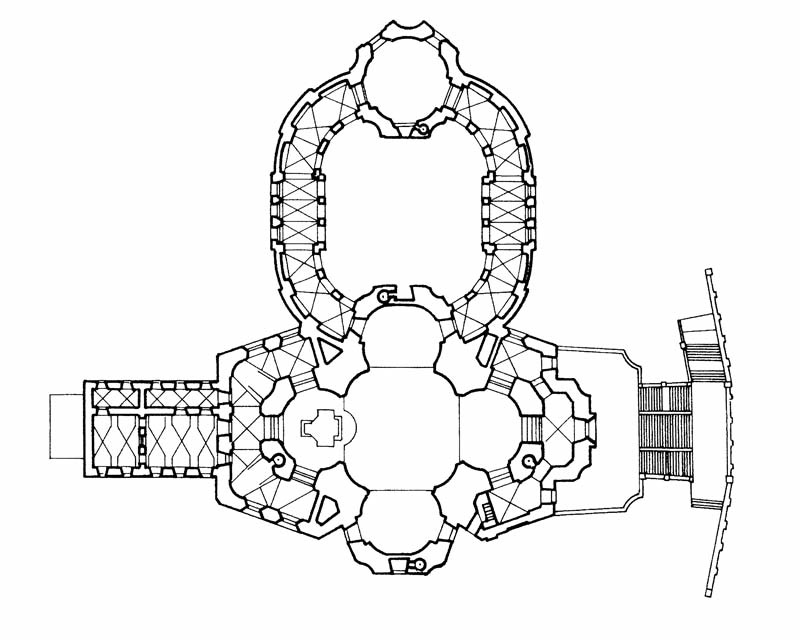
Plán, poutní kostel Jména Panny Marie ve Křtinách u Brna
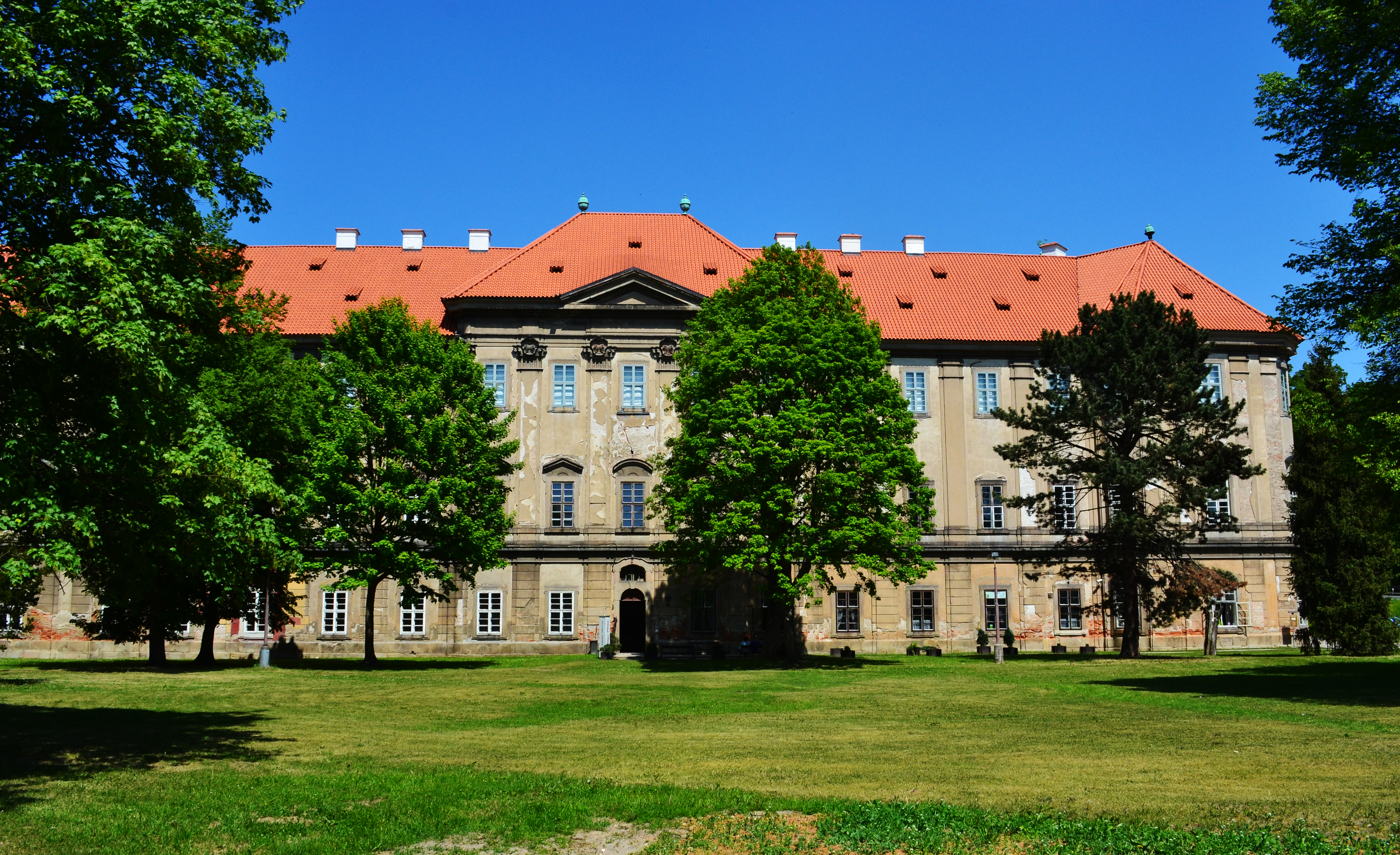
Klášter Plasy
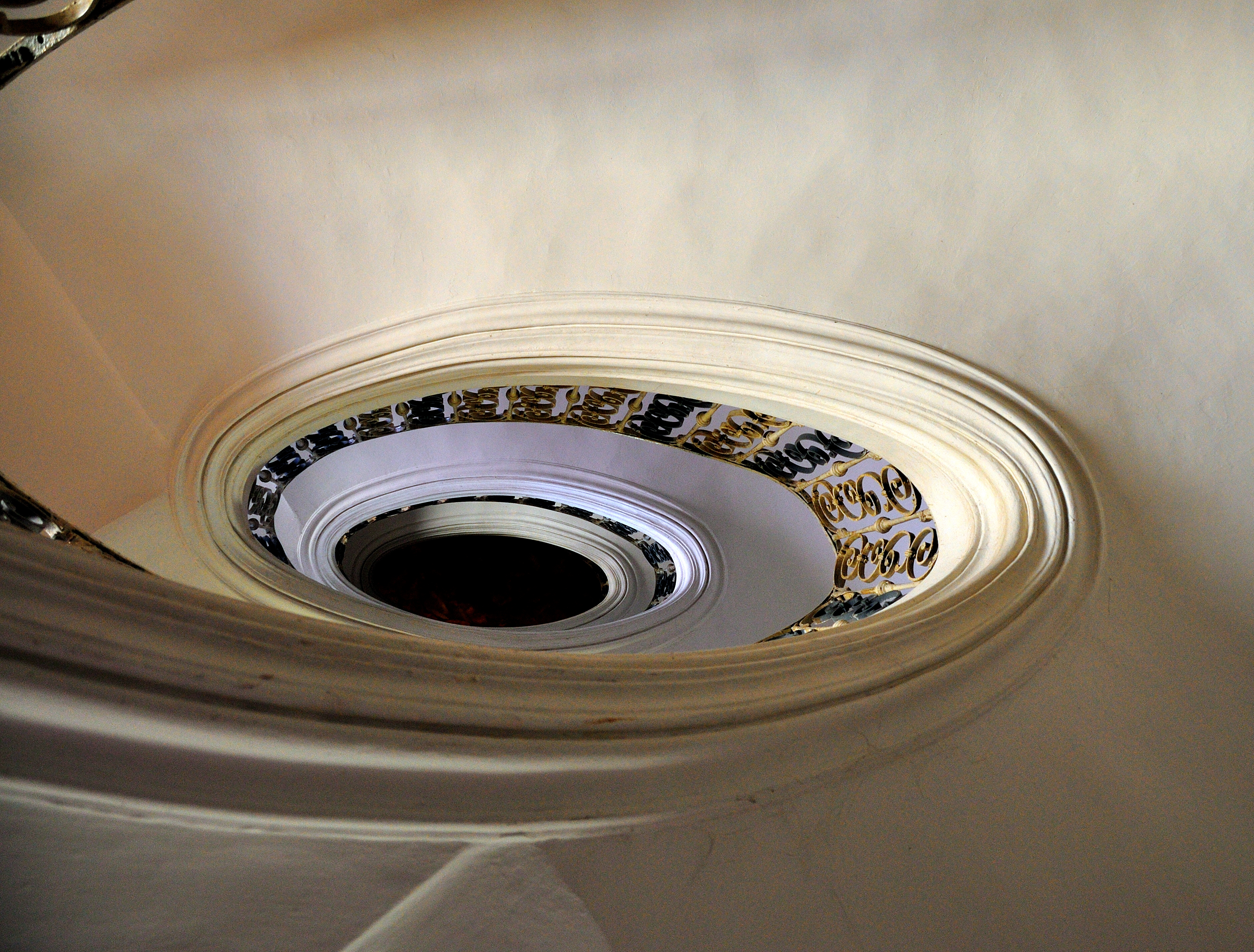
Samonosné schodiště v klášteře Plasy
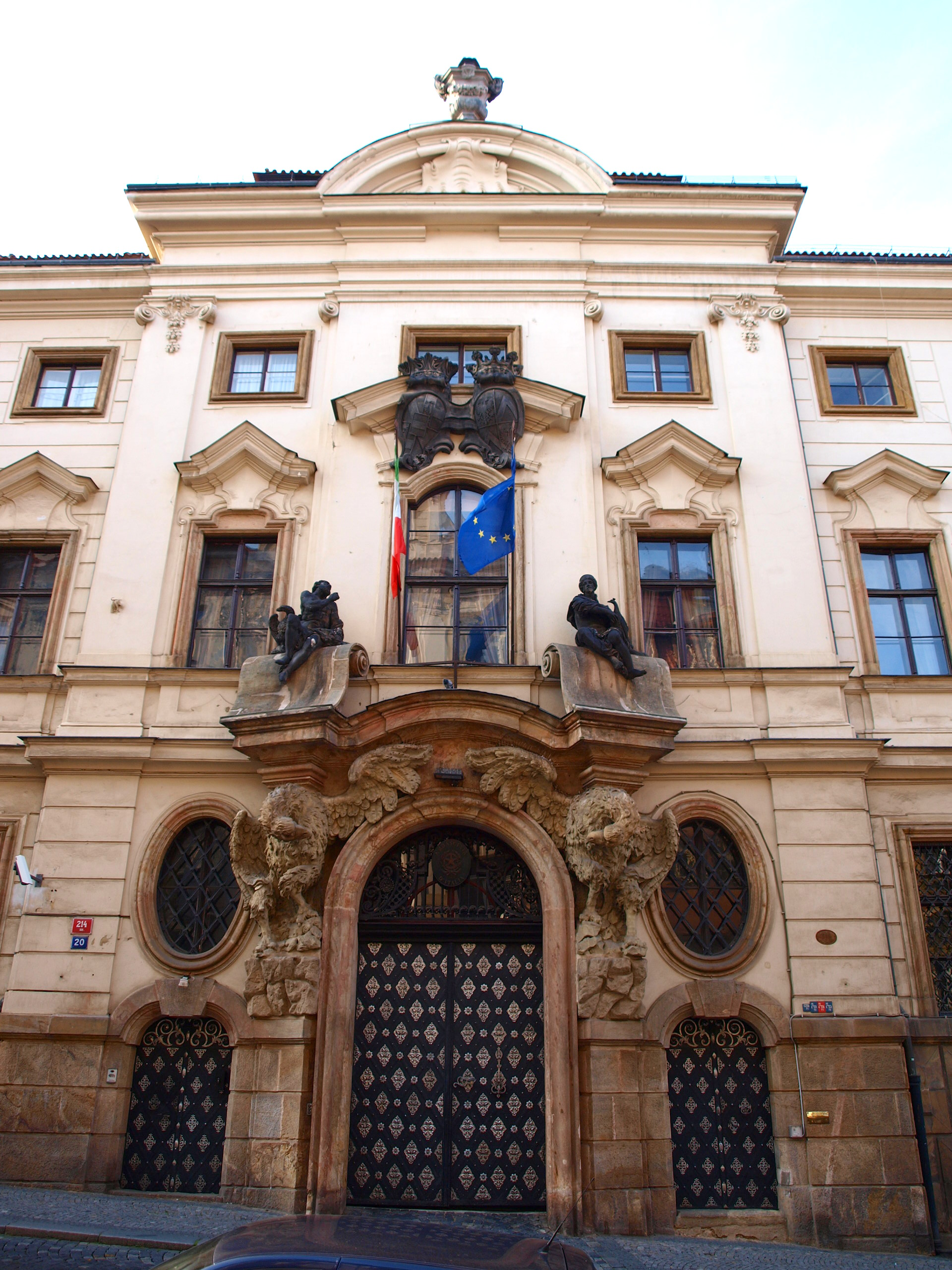
Kolovratský palác na Malé Straně
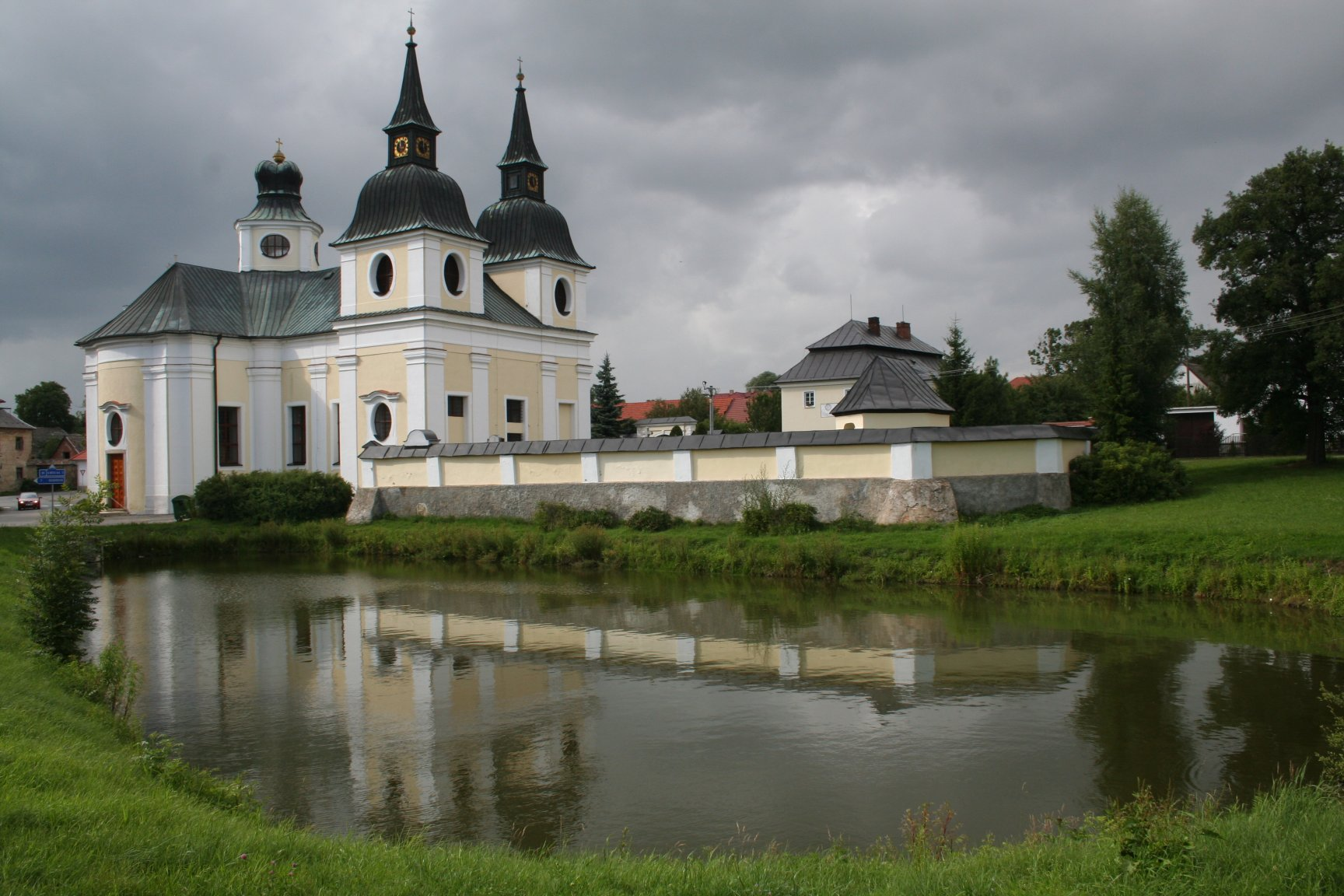
Kostel sv. Václava ve Zvoli
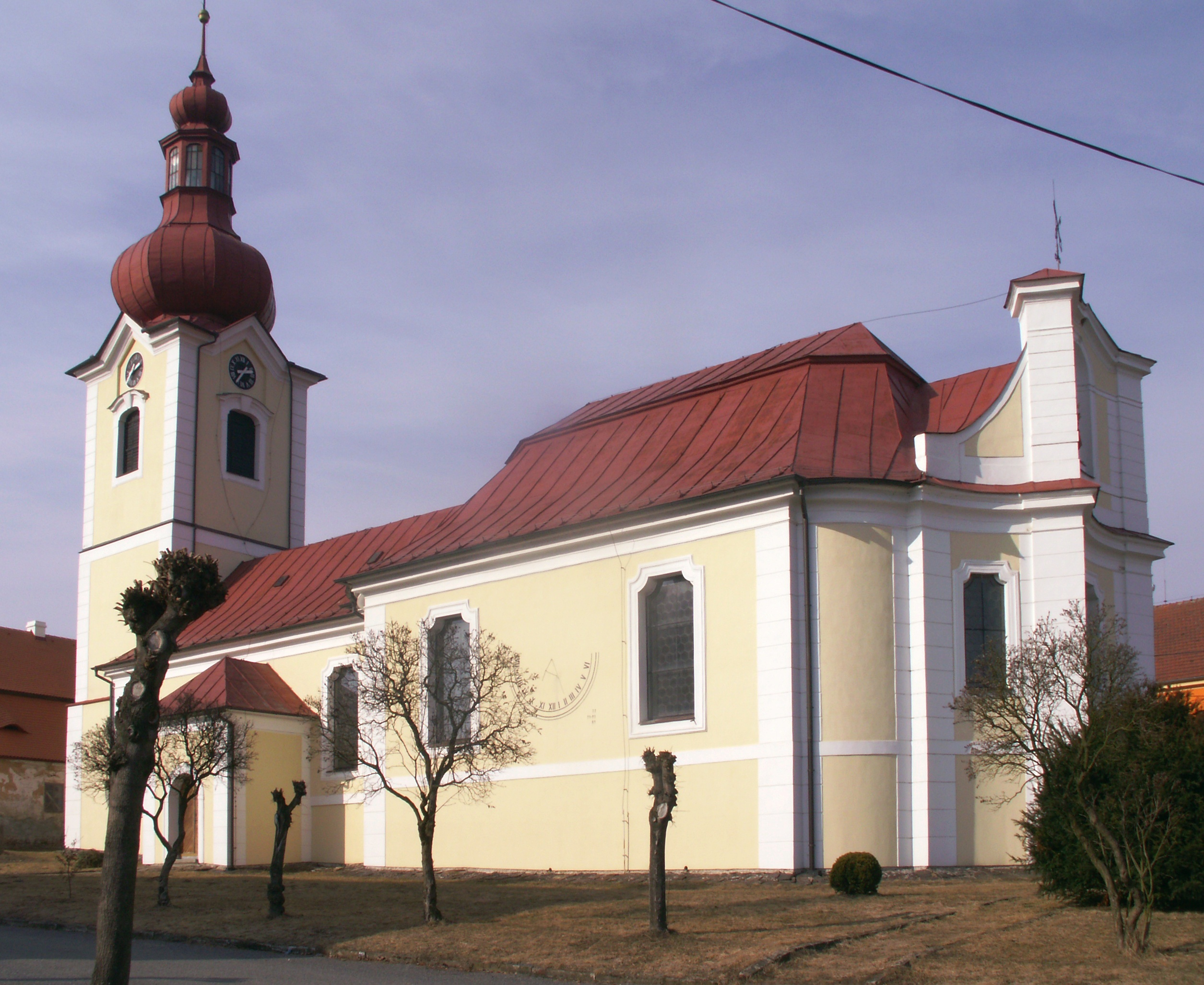
Kostel sv. Petra a Pavla v Bobrové
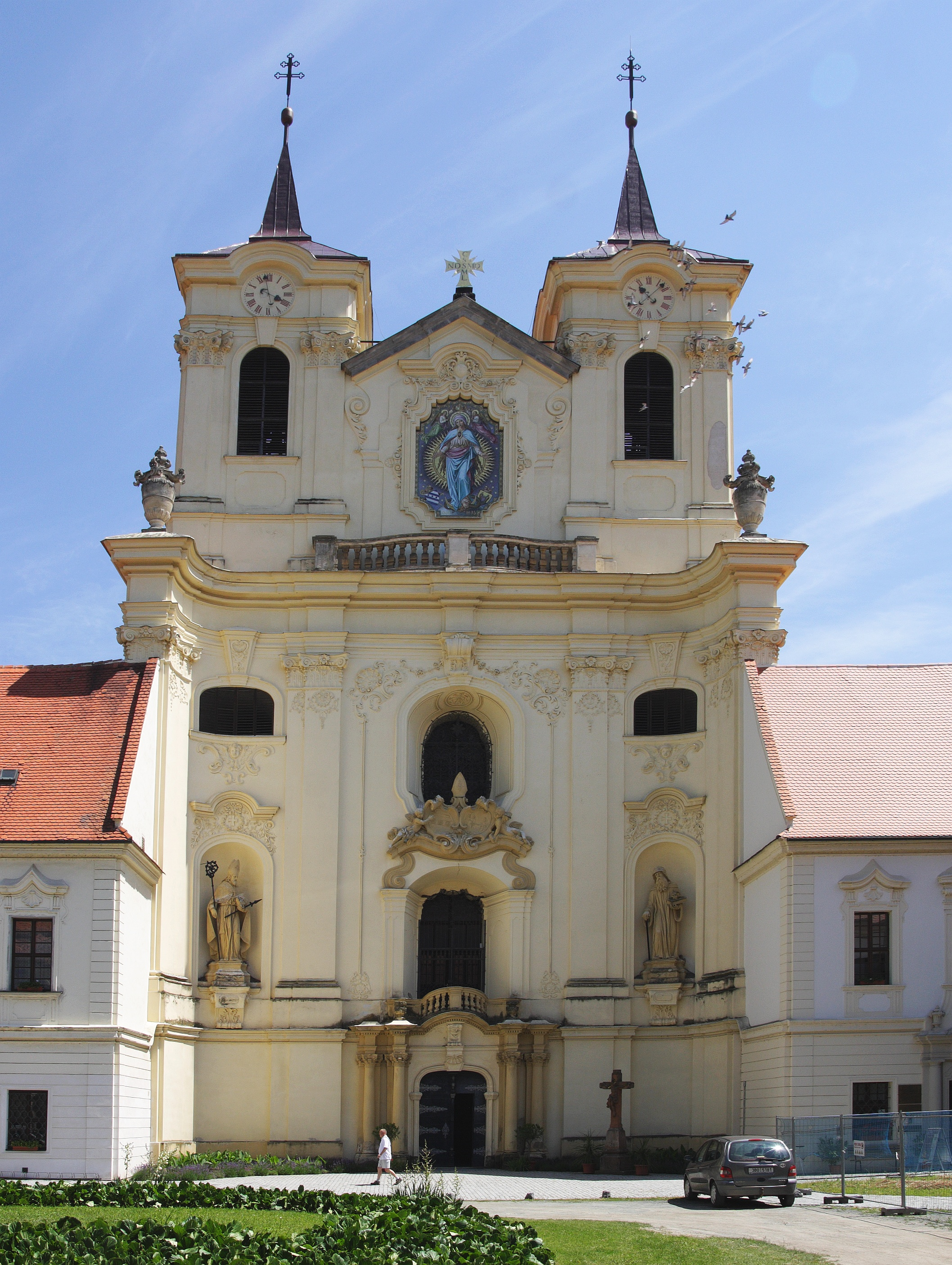
Rajhrad - Kostel svatého Petra a Pavla
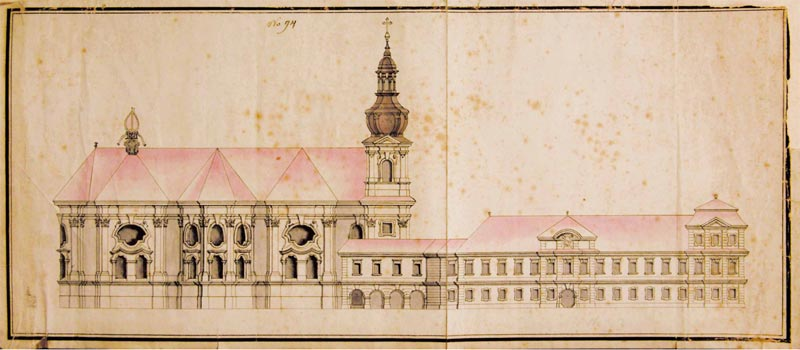
Boční průčelí kostelа svatého Petra a Pavla v Rajhradě
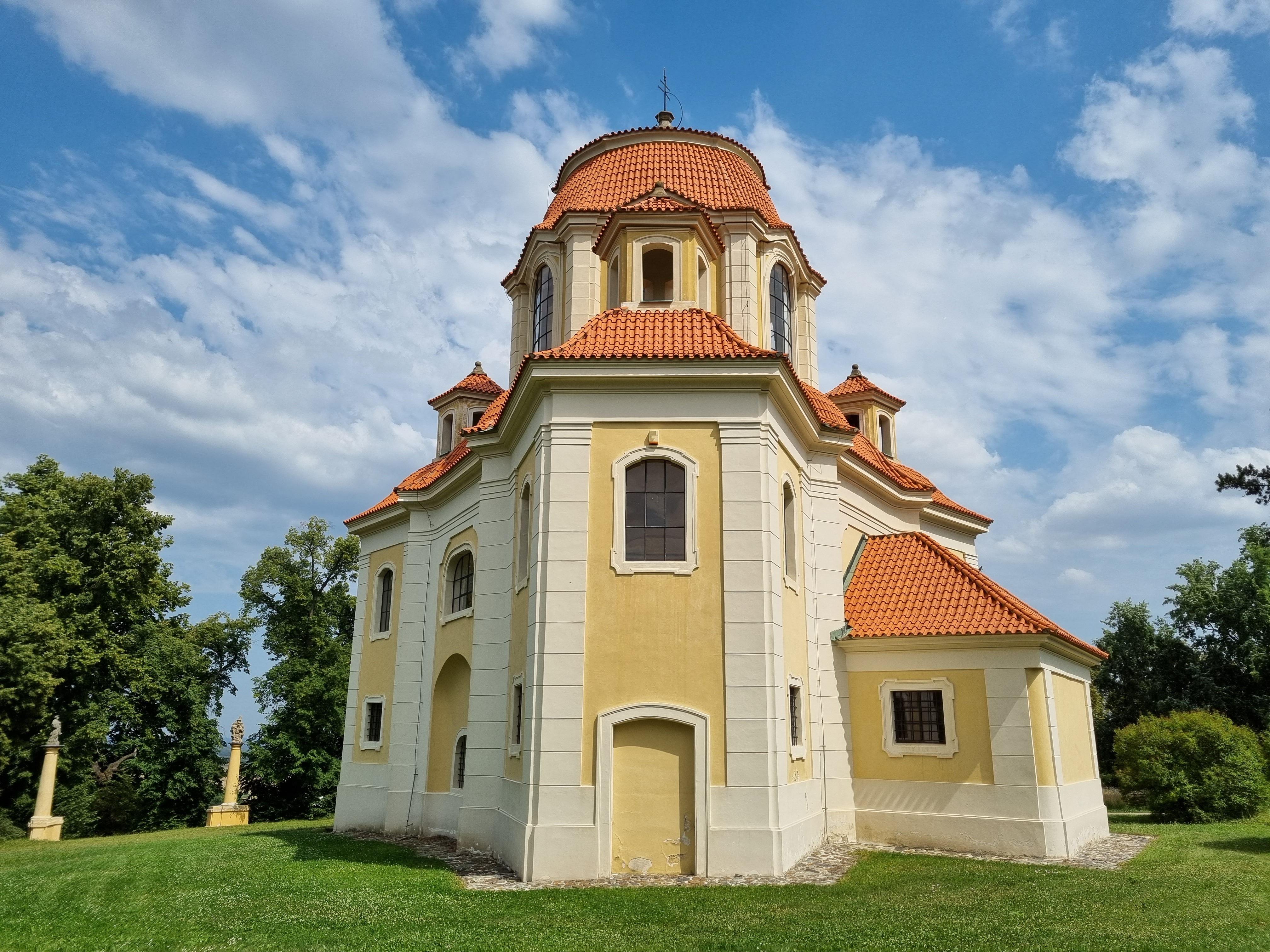
Kaple sv. Anny, Panenské Břežany

## Citát
„Santiniho Zelená Hora je báseň… Zatímco stavby dvacátého století jsou jenom slogany.“ – Mojmír Horyna

## Mnoho podob jména
Sám Santini, ale i doba a mnohonárodnostní evropské prostředí jsou zdrojem mnoha podob jeho jména. Setkat se můžeme s tvary a přepisy: Jan Blažej Santini, Jan Santini Aichl, Giovanni Santini, Jan Blažej Santini-Eichel, Giovanni Santini-Aichl, Johann Blasius Santini-Aichel, Giovanni Blasius Santini či Jan Blažej Santini-Aüchel. U děda se setkáváme i s podobou jména Antonio Akel i Aychel.